# Sokolovke
Sokolovke (lat. Falconiformes) su red ptica grabljivica. 

## Sistematika
Sistematiziranje ptica grabljivica je iznimno teško. Tradicionalno ih se dijelilo u dvije osnovne skupine, dnevne (sokolovke, Falconiformes) i noćne grabljivice (sovovke,  Strigiformes). No, novija istraživanja ukazuju na nejedinstvo srodnosti unutar ovako određenih skupina, pa se ponekad u Europi javlja podjela dnevnih grabljivica na skupinu Falconiformes i Accipitriformes. Pri tome, status dvije porodice, Accipitridae i Sagittaridae, ostaje nejasan, jer ih neki izvori svrstavaju u ovaj red Falconiformes, a drugi izdvajaju u red Accipitriformes. Ovdje će se slijediti spoznaje prihvaćene u Wikipedijinom projektu Wikivrste gdje je pod imenom roda Falconiformes obuhvaćen kao sinonim i naziv Accipitriformes . U članku o jastrebovkama (Accipitriformes) iznijeta je ista dilema koju još nije moguće definitivno razriješiti dok ukupna znanstvena zajednica na temelju nedvosmislenih dokaza ne zauzme jedinstveni stav. 
Razmišljanje o potrebi podjele grabljivica na više redova proizišlo je iz još nedovoljno dokazane ali realne pretpostavke, da cijela ova skupina nema istog zajedničkog pretka. Najsporniji, no i najbolje potkrijepljen prijedlog je, da porodica jastrebova novog svijeta (Cathartidae), koju se danas još smatra dijelom reda jastrebovki, nije srodna s jastrebima, nego s rodama koje su inače dio reda rodarica, Ciconiiformes. Morfološki podaci podupiru zajedničko porijeklo sokolovki, a vrlo srodne su im, vjerojatno, i sovovke (Strigiformes).
Američki ornitološki savez stavlja sokolovke i jastrebe u red sokolovki, dok jastrebove novog svijeta svrstava u red rodarica. Ova podjela proizlazi iz utjecajne Sibley-Ahlquistovu taksonomije ptica koja sve sokolovke i jastrebovke svrstava zajedno u red rodarica, dok su američki jastrebovi zasebna grana izvan sokolovki. Iako je ovo drugo očigledno točno, Ciconiiformes kako ih definira Sibley&Ahlquist su parafilijska, odnosno umjetna skupina, i najslabija su karika u njihovoj taksonomiji.  
Kariotipska analiza pokazuje, da su jastrebovi novog svijeta doista različiti i da se jastrebovi razlikuju od svih drugih sokolovki, jer se njihovi mikrokromosomi uglavnom združuju sa srednje velikim kromosomima, što je kod ptica svojevrsna posebnost. Još nije jasno da li to ima neko značenje za dokazivanje potrebe izdvajanja ove skupine ptica u općeprihvaćen zasebni red, no dokazuje da su jastrebovi monofilijska skupina. 

## Značajke
Sve grabljivice imaju neke osobine koje ih razlikuju od drugih ptica. Tijelo im je snažno i zbijeno sa širokim prsima. I trup je snažan i relativno kratak. Mišići prsa i nogu su vrlo razvijeni i snažni. Oblik glave je okruglast a vrat kratak, rijetko malo produžen. Ove ptice imaju velike oči i okrugle nosnice, a kljun kratak, snažan i kukast. Noge su im kratke dugih prstiju s manje ili jače savijenim kandžama. Neke vrste imaju noge prekrivene perjem pa izgledaju kao da imaju hlače. 
Krila ptica ove skupine su duga i prilično široka, što im omogućuje lebdenje u zraku. Sokolovi su vrlo brzi letači, a najbrži je sivi sokol (Falco peregrinus) koji u strmoglavom letu na plijen postiže brzinu i veću od 320 km/h, i smatra ga se najbržom živućom životinjom na svijetu.
Životni vijek im je dug, a stopa razmnožavanja, kao kod svih dugoživih životinja, niska. Mladunci brzo rastu, a roditelji brinu o njima između tri i osam tjedana. Spolnu zrelost dosižu u dobi između jedne i tri godine. Spolni dimorfizam odražava se u veličini, a kod vrsta koje love druge ptice veće su ženke. Opće pravilo kod ovih ptica je da žive u dugotrajnim monogamnim zajednicama.
Sokolovke žive širom svijeta, svuda osim na Antarktiku i većini otoka Oceanije.

## Podredovi
- Cathartae
- Falcones

## ostali projekti
|  | Zajednički poslužitelj ima još gradiva o temi Sokolovke |
|  | Wikivrste imaju podatke o taksonu Sokolovke             |